# Campsicnemus curvipes
Campsicnemus curvipes är en tvåvingeart som först beskrevs av Fallen 1823.  Campsicnemus curvipes ingår i släktet Campsicnemus och familjen styltflugor. Arten är reproducerande i Sverige. Inga underarter finns listade i Catalogue of Life.

## Bildgalleri

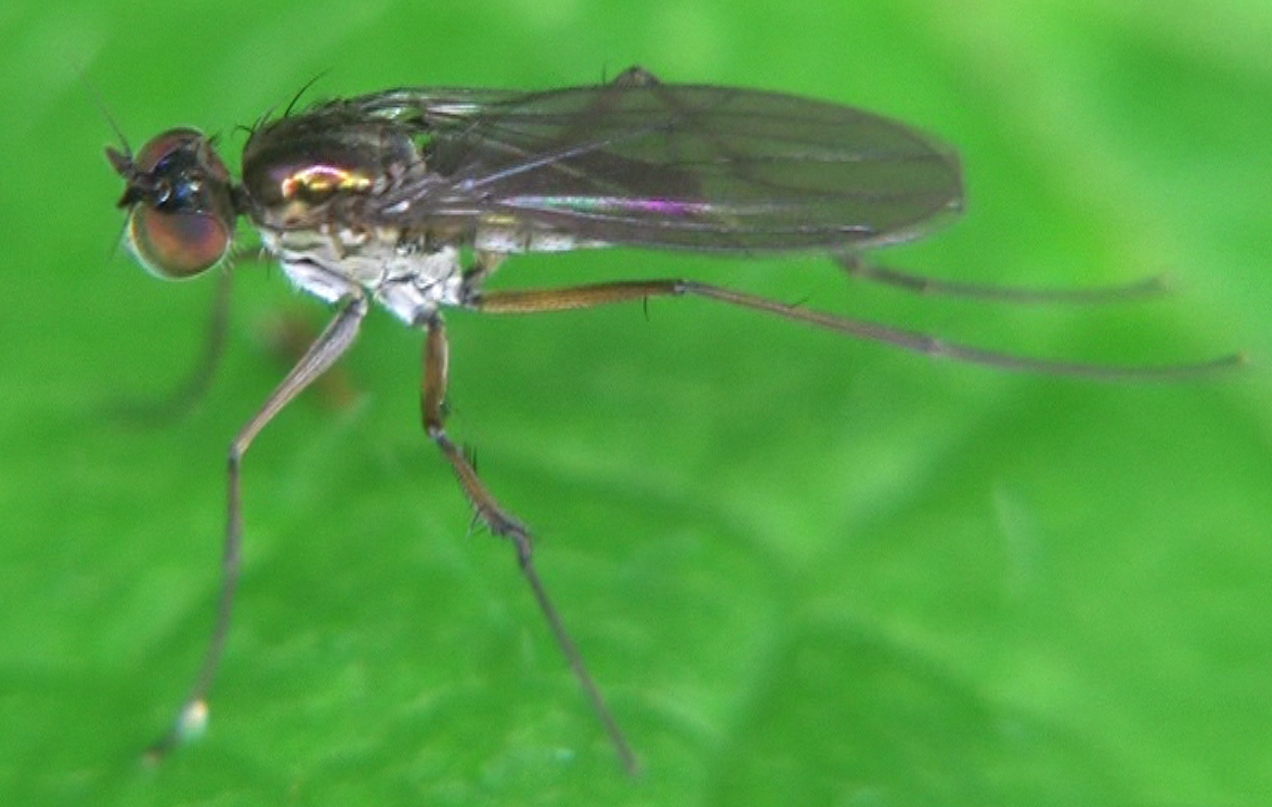